# Confine tra Guyana e Venezuela
Il confine tra la Guyana e il Venezuela ha de iure una lunghezza di 789 km.
Inizia a nord sull'Oceano Atlantico, al limite del Mar dei Caraibi e segue in parte il fiume Cuyuni. Finisce a sud, in prossimità del 5º parallelo, al punto di confine tra Guyana, Venezuela e Brasile.

## Disputa territoriale
Questo confine è stato oggetto di controversia per più di due secoli, prima tra Spagna e Regno Unito, poi tra Venezuela e Regno Unito, e infine tra Venezuela e la Guyana indipendente. Il Venezuela rivendica la sovranità sulla parte occidentale della Guyana fino al fiume Essequibo. Il Venezuela considera nullo il lodo arbitrale di Parigi del 3 ottobre 1899 che delimita la sua frontiera con la Guyana.